# 신 비전
신 비전(Shin Vision)은 이탈리아의 애니메이션 및 만화 전문 업체이다.

## 출판물

### 애니메이션
- 원피스
- 이니셜 D (TV 시리즈, 종영)
- 풀매탈패닉
- 이누야사
- 카우보이 비밥

### 그외
- 네모바지 스펀지밥